# 嚴遂
嚴遂（？—？），字仲子，戰國时代濮陽（今屬河南）人。韩国大臣，与宰相韩傀（字侠累）互相忌恨，他害怕于是逃亡，求得刺客聶政，命聶政刺殺韩傀。一说亂中韓哀侯也被殺，但此说系将聂政刺韩傀与韓嚴刺哀侯混为一谈所致。